# Lithuanian Gay League
La Lithuanian Gay League (LGL) est la seule organisation non-gouvernementale en Lituanie de défense des droits pour les lesbiennes, gays, bisexuels et trans (LGBT),,. 
Elle représente exclusivement les intérêts de la communauté LGBT locale. C'est l'une des organisations les plus stables et les mieux établies du secteur civil du pays, puisqu'elle a été créée le 3 décembre 1993. Le principe essentiel, qui caractérise les activités de l'association, est celui de l'indépendance vis-à-vis de tout intérêt politique ou financier afin d'assurer une véritable intégration sociale de la communauté LGBT en Lituanie. Grâce à ses compétences de mobilisation, de sensibilisation et de renforcement communautaire, acquises au cours de ses vingt dernières années d'existence, LGL lutte pour des progrès constants en matière de droits de l'homme pour les membres de la communauté LGBT.

## Composition et affiliation
Début 2018, l'équipe de la LGL est composée de 5 membres du conseil, 7 membres du personnel, 2 bénévoles étrangers (qui participent aux activités de l'organisation dans le cadre du Service volontaire européen) et plus d'une vingtaine de bénévoles de Lituanie et de l'international. L'équipe LGL est dynamique, énergique et accueille toujours de nouveaux membres, de nouvelles idées et de nouveaux projets. Il faut souligner que la participation aux activités de l'organisation n'est pas exclusivement réservée aux membres de la communauté LGBT.
Les bureaux de l'association sont situés à Vilnius, Pylimo str. 21. C'est l'endroit où l'équipe met en place de nombreux projets, organise des réunions et invite continuellement des membres de la communauté LGBT locale et leurs défenseurs à participer à différents événements. Ces bureaux sont également le siège réservé exclusivement au LGBT Center dans le pays. Il abrite une bibliothèque consacrée aux activités de l'organisation, l'accès gratuit à internet est fourni et les visiteurs sont toujours les bienvenus pour passer boire un café ou un thé. Le LGBT Center est ouvert à toutes les personnes bienveillantes, qui souhaitent en apprendre davantage sur les activités de l'organisation et sur la situation des droits LGBT en Lituanie.
L'association LGL est membre de l'organisation National Equality and Diversity Forum (NEDF) et de la Human Rights Coalition (HRC). La LGL participe également à la coopération internationale par le biais d'organismes de coordination internationale, telles que ILGA (l'Association internationale des personnes lesbiennes, gays, bisexuelles, trans et intersexes), IGLYO, EPOA (la European Pride Organizers Association) et TGEU (le European Transgender Network). Intégrer la question des droits LGBT dans le contexte plus large des droits de l'homme est le seul moyen pour LGL d'atteindre ses objectifs stratégiques. Ainsi, l'association soutient activement différentes initiatives, aussi bien au niveau national qu'international.

## Activités
Les activités clés proposées par l'organisation consistent à :
- superviser la mise en œuvre des obligations internationales volontairement acceptées relatives aux droits de l'homme concernant les membres de la communauté LGBT par la République de Lituanie,
- mettre fin aux initiatives législatives homophobes, biphobes et transphobes et promouvoir l'adoption de lois et politiques d'intégration des membres de la communauté LGBT[6]
- éradiquer la discrimination institutionnelle contre les individus membres de la communauté LGBT.

Toutefois, l'égalité devant la loi ne signifie pas automatiquement une amélioration de la qualité de vie. L'ouverture d'esprit, un sentiment d'appartenance commune et l'identification des buts concrets représentent la clé du succès dans la poursuite d'émancipation des individus membres de la communauté LGBT en Lituanie.
LGL travaille activement dans différents domaines qui affectent le quotidien des membres de la communauté LGBT en Lituanie. Le droit à la liberté d'expression est protégé par la mise en application difficile de la loi de « propagande homosexuelle » par voies légales, en développant des campagnes de sensibilisation et en ajoutant des informations positives relatives à la communauté LGBT dans le discours public. Le droit à la liberté de réunion est mis en application par l'organisation d'événements publics de sensibilisation de grande ampleur, tels que le Rainbow Days annuel et le festival Baltic Pride (qui a lieu tous les trois ans : 2010,, 2013, 2016). L'engagement de la communauté est assuré par l'investissement des volontaires dans les activités de l'association et par l'organisation de conférences, séminaires, ateliers ou autres événements culturels divers et variés pour les membres de la communauté locale. Les stratégies de prévention contre les crimes haineux à caractère homophobe ou transphobe sont mises en œuvre par la collecte et le traitement des données sur des incidents motivés par la haine, par la formation des autorités policières et par la sensibilisation des membres de la communauté, en les encourageant à s'exprimer lorsqu'ils ont été témoins ou victimes de crimes haineux. Pour finir, la promotion à un niveau international est assurée par la présentation de rapports alternatifs aux mécanismes de protection internationale des droits de l'homme, par la publication de la newsletter de l'organisation (plus de 6 000 abonnés dans le monde) et par la participation aux activités des réseaux LGBT régionaux.

## Histoire
Juste après la restauration de son indépendance, la Lituanie a dépénalisé les relations sexuelles consenties entre hommes. Avant l'amendement du Code pénal en 1993, de telles relations étaient sanctionnées par des peines d'emprisonnement de plusieurs années. Cependant, en dépit de ce progrès, « les homosexuels lituaniens vivaient toujours cachés, incapables d'être eux-mêmes, stigmatisés par les médias comme des propagateurs du VIH/SIDA », rappellent les dirigeants du mouvement national des droits LGBT, Vladimir Simonko et Eduardas Platovas. Pour combattre cette discrimination, V. Simonko et E. Platovas ont ouvert en 1993 le club « Amsterdam » à Vilnius et ont publié le journal « Amsterdam » en 1994. En avril 1994, ils ont organisé la première conférence d'Europe de l'Est de l'Association internationale des personnes lesbiennes, gays, bisexuelles, trans et intersexes (ILGA), qui a eu lieu dans la ville lituanienne de Palanga. Cet événement a été particulièrement marquant dans la mesure où il s'agissait de la première conférence de ce type à être organisée dans un état post-soviétique. Simonko et Platovas ont officiellement fondé la Lithuanian Gay League en 1995 et depuis, l'organisation représente l'unique association du pays à se battre exclusivement pour la promotion des droits LGBT.